# Euchontha castrona
Euchontha castrona är en fjärilsart som beskrevs av W. Warren 1906. Euchontha castrona ingår i släktet Euchontha och familjen tandspinnare. Inga underarter finns listade i Catalogue of Life.